# Pomerium (banda)
Para la frontera de la ciudad de Roma, véase Pomerium
Pomerium es un grupo vocal de Estados Unidos especializado en  música renacentista. Fue fundado en 1972, en Nueva York, por Alexander Blachly. 

## El grupo
El grupo se compone de 14 a 16 voces cantando a capela y fue creado para interpretar la música compuesta para las famosas capillas musicales renacentistas, con obras de compositores tan conocidos como Guillaume Dufay, Johannes Ockeghem, Antoine Busnoys, Josquin des Prés, Orlando di Lasso o Giovanni Pierluigi da Palestrina. 
Actúan de forma regular en Nueva York, en el Metropolitan Museum of Art, en The Cloisters, en la Biblioteca Pierpont Morgan y en Music before 1800.
En 1997 obtuvieron un Diapason d'Or por su álbum The Virgin & the Temple, con cantos y motetes de  Dufay y, en 1999, fueron nominados a los Premios Grammy por su álbum Creator of the Stars, más tarde reeditado como An Old-World Christmas.
Inicialmente se llamaron Pomerium Musices, llamándose a partir de 1993 simplemente como Pomerium. Su nombre, que significa "jardín" u "orquídea" en latín medieval, deriva del tratado de música medieval "Pomerium in arte musice mensurate" publicado por Marchetto de Padua hacia 1318.

## Discografía

### Álbumes como"Pomerium Musices"
- 1977 - Johannes Ockeghem: Missa "Ma maistresse" - Missa "Au travail suis" - Motets & Chansons. Nonesuch H-71336 (LP).
- 1978 - Guillaume Dufay: Missa "Ecce ancilla Domini", Motets & Chansons. Nonesuch H-71367 (LP).
- 1991 - The Mannerist Revolution. Vocal works by Gesualdo, Monteverdi, Wert and Marenzio. Dorian DOR 90154 .

### Álbumes como"Pomerium"
- 1993 - Antoine Busnoys: In hydraulis & other works. Dorian DOR 90184 .
- 1996 - Guillaume Dufay: Mass for St. Anthony of Padua. Archiv Produktion 447 772-2 .
- 1997 - The Virgin & the Temple. Dufay: Chant & Motets. Archiv Produktion 447 773-2 .
- 1998 - Creator of the Stars. Christmas Music from Earlier Times. Reeditado como An Old-World Christmas. Archiv Produktion 474 557-2.
- 1998 - A Musical Book of Hours. Reeditado como Musical Book of Hours. Archiv Produktion 457 586, Archiv Produktion "Blue" 474 231 .
- 1998 - Musica Vaticana. Music from the Vatican Manuscripts (1503-1534). Glissando 779 001-2 .
- 2000 - Carolus Maximus. Music in the Life of Charles V. Glissando 779 008-2 .
- 2004 - Josquin. Missa Hercules dux Ferrarie, Motets & Chansons. Glissando 779 043-2 .
- 2008 - Orlande de Lassus: Motets & Magnificat. Old Hall Recordings 001